# Poste Vaticane

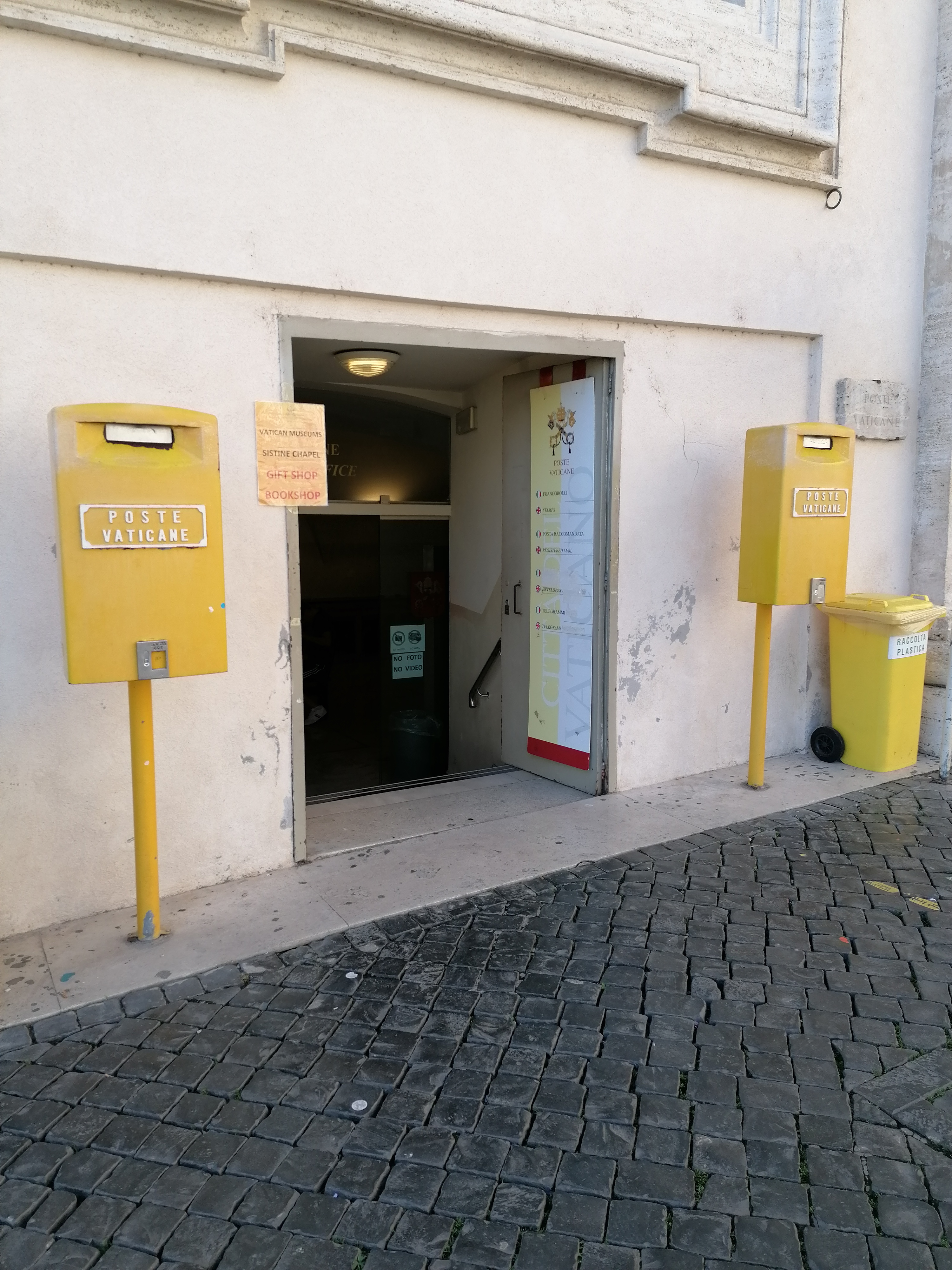
La oficina de correos de Brazo de Carlomagno en la Puerta de las Campanas
con el buzón del correo del Vaticano en la Plaza de San Pedro.

Poste Vaticane es la organización responsable del servicio postal en la Ciudad del Vaticano. La organización es parte del Servicio de Correos y Telégrafos, dependiente de la Dirección de Telecomunicaciones del Gobierno de la Ciudad del Vaticano. Comenzó a operar el 1 de agosto de 1929 y opera cuatro sucursales.
Poste Vaticane comprende también la Oficina Filatélica y Numismática de la Ciudad del Vaticano, encargada de la emisión de timbres postales y monedas conmemorativas de la Santa Sede.

## Historia

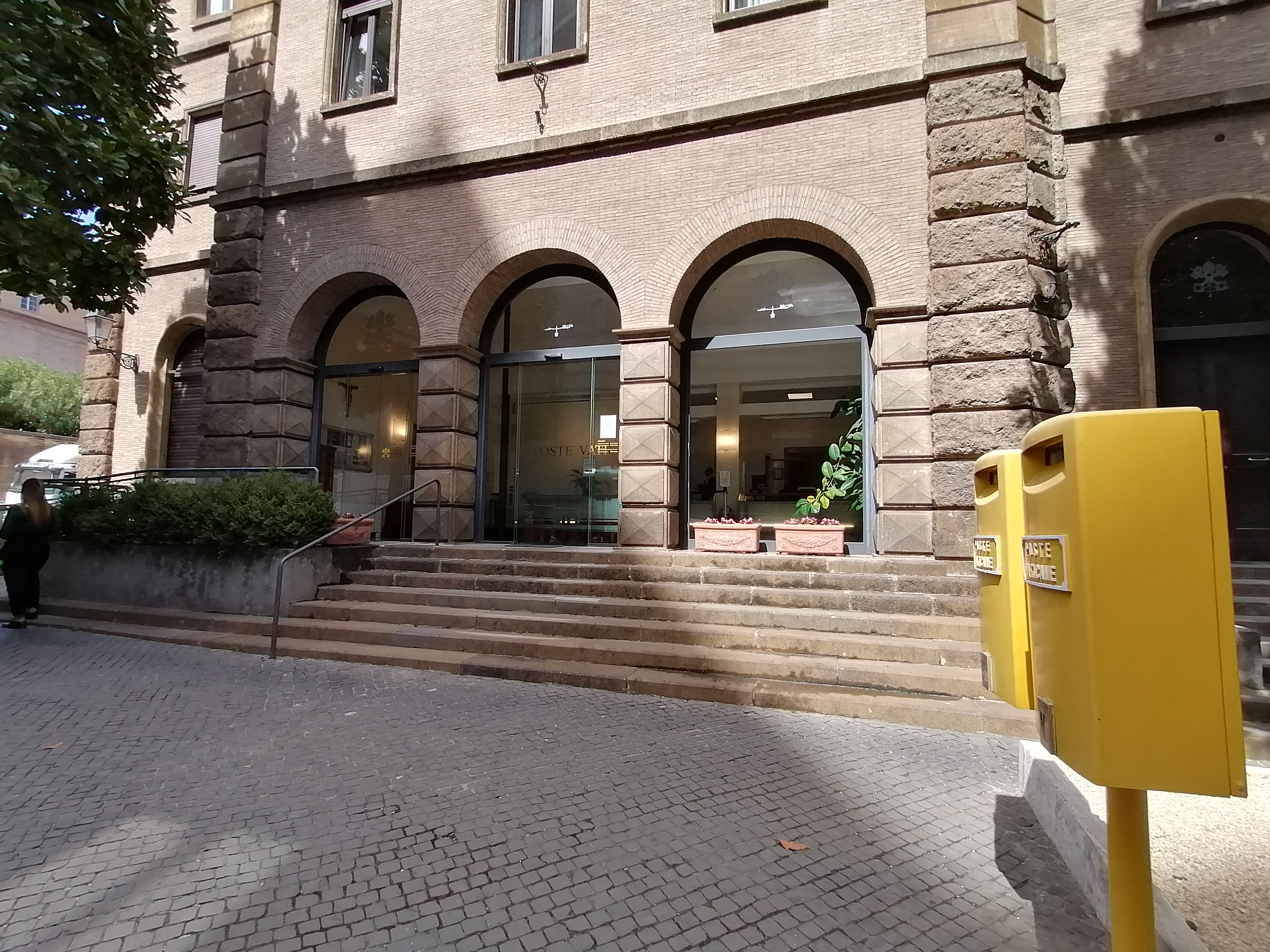
La oficina central del Correo del Vaticano después de la Puerta de Santa Ana

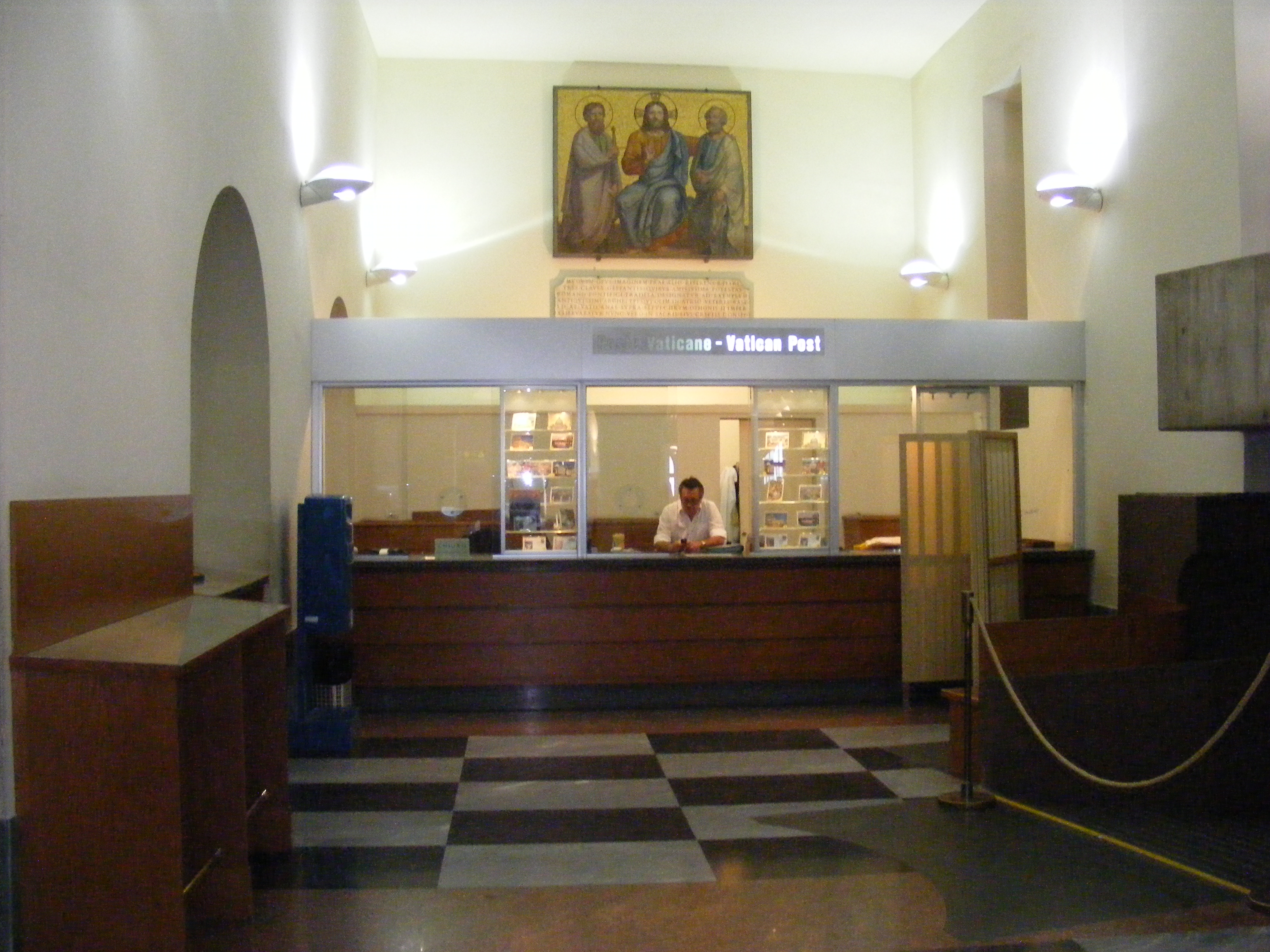
Oficina de Poste Vaticane en los Museos Vaticanos.

El uso de sellos se introdujo en el Vaticano en 1852.
Poste Vaticane fue creado en 1929 siguiendo el Tratado de Letrán, e inició operaciones el 1 de agosto de 1929. Sus buzones amarillos se convirtieron en un ícono en el paisaje de la ciudad papal. Poste Vaticane también se ocupaba de las comunicaciones telegráficas del Estado. El sistema de mensajería aérea se creó en 1938. Poste Vaticane se unió a la Conferencia Europea de Administraciones de Correos y Telecomunicaciones en 1965 y PostEurop en 2012.
En 2020, se aprobó una ley para fusionar las actividades filatélicas y postales de Poste Vaticane. En septiembre de 2020, Poste Vaticane lanzó un sello con la imagen de la molécula del coronavirus.